# Atletismo nos Jogos Olímpicos de Verão da Juventude de 2010 - Lançamento de dardo masculino
As provas do lançamento de dardo masculino do atletismo nos Jogos Olímpicos de Verão da Juventude de 2010 foram realizadas nos dias 18 (qualificatória) e 22 de agosto (finais), no Estádio Bishan, em Cingapura. 15 atletas estavam inscritos neste evento.

## Medalhistas
| Ouro   | ARG Braian Toledo  |
| Prata  | USA Devin Bogert   |
| Bronze | LAT Intars Išejevs |

## Qualificatória
| Pos. | Nome                  | País               | 1     | 2     | 3     | 4     | Resultado | Notas | Final |
| ---- | --------------------- | ------------------ | ----- | ----- | ----- | ----- | --------- | ----- | ----- |
| 1    | Braian Toledo         | ARG Argentina      | 73.90 | 72.04 | 69.93 | 77.27 | 77.27     |       | A     |
| 2    | Marius Simanavičius   | LTU Lituânia       | 64.05 | 68.91 | 67.28 | 76.17 | 76.17     |       | A     |
| 3    | Devin Bogert          | USA Estados Unidos | 74.24 | –     | –     | –     | 74.24     |       | A     |
| 4    | Ali Kilisli           | TUR Turquia        | 73.64 | x     | 64.53 | –     | 73.64     |       | A     |
| 5    | Intars Išejevs        | LAT Letônia        | 61.59 | 64.34 | 73.42 | –     | 73.42     |       | A     |
| 6    | Dylan Jacobs          | RSA África do Sul  | 67.97 | 67.38 | 71.92 | –     | 71.92     |       | A     |
| 7    | Fadl Ibrahim          | EGY Egito          | 61.47 | 67.94 | 67.59 | 70.89 | 70.89     |       | A     |
| 8    | Yandris Vazquez Pompa | CUB Cuba           | 64.91 | 55.77 | 62.69 | 69.06 | 69.06     |       | A     |
| 9    | Elliott Lang          | AUS Austrália      | 65.37 | 68.83 | 66.88 | 56.61 | 68.83     |       | B     |
| 10   | Yuriy Kushniruk       | UKR Ucrânia        | x     | 60.01 | 68.77 | 57.38 | 68.77     |       | B     |
| 11   | Cheng Chao-Tsun       | TPE Taipé Chinês   | 68.27 | 65.63 | 64.72 | x     | 68.27     |       | B     |
| 12   | Joosep Piho           | EST Estônia        | 49.18 | 46.97 | 63.15 | 66.70 | 66.70     |       | B     |
| 13   | Vladislav Podtsuk     | KAZ Cazaquistão    | 59.76 | 62.94 | 63.58 | 65.69 | 65.69     |       | B     |
| 14   | Evgheni Glusco        | MDA Moldávia       | x     | 63.76 | 60.08 | 65.57 | 65.57     |       | B     |
| 15   | Tuomas Keto           | FIN Finlândia      | 51.80 | x     | 65.56 | 56.93 | 65.56     |       | B     |

## Finais

### Final B
| Pos. | Nome              | País             | 1     | 2     | 3     | 4     | Resultado | Notas |
| ---- | ----------------- | ---------------- | ----- | ----- | ----- | ----- | --------- | ----- |
| 1    | Tuomas Keto       | FIN Finlândia    | 63.06 | 64.10 | 78.03 | 66.27 | 78.03     |       |
| 2    | Yuriy Kushniruk   | UKR Ucrânia      | x     | 61.62 | 70.80 | 70.94 | 70.94     |       |
| 3    | Evgheni Glusco    | MDA Moldávia     | 69.75 | x     | x     | 66.10 | 69.75     |       |
| 4    | Cheng Chao-Tsun   | TPE Taipé Chinês | 61.19 | x     | x     | 65.94 | 65.94     |       |
| 5    | Elliott Lang      | AUS Austrália    | 65.24 | 60.93 | 65.91 | 63.18 | 65.91     |       |
| 6    | Vladislav Podtsuk | KAZ Cazaquistão  | 56.11 | 62.61 | 59.26 | 63.87 | 63.87     |       |
| 7    | Joosep Piho       | EST Estônia      | 57.31 | 37.02 | x     | x     | 57.31     |       |

### Final A
| Pos.              | Nome                  | País               | 1     | 2     | 3     | 4     | Resultado | Notas |
| ----------------- | --------------------- | ------------------ | ----- | ----- | ----- | ----- | --------- | ----- |
| Medalha de ouro   | Braian Toledo         | ARG Argentina      | 81.78 | 77.65 | x     | x     | 81.78     |       |
| Medalha de prata  | Devin Bogert          | USA Estados Unidos | x     | 70.79 | 65.15 | 76.88 | 76.88     |       |
| Medalha de bronze | Intars Išejevs        | LAT Letônia        | x     | 74.23 | 71.49 | 74.13 | 74.23     |       |
| 4                 | Dylan Jacobs          | RSA África do Sul  | 63.87 | 72.33 | 66.15 | x     | 72.33     |       |
| 5                 | Ali Kilisli           | TUR Turquia        | 72.30 | x     | 62.85 | x     | 72.30     |       |
| 6                 | Marius Simanavičius   | LTU Lituânia       | x     | 71.76 | x     | x     | 71.76     |       |
| 7                 | Fadl Ibrahim          | EGY Egito          | 70.89 | x     | 63.80 | 67.51 | 70.89     |       |
| 8                 | Yandris Vazquez Pompa | CUB Cuba           | x     | x     | 68.65 | 62.14 | 68.65     |       |